# Lardo di Colonnata
Il Lardo di Colonnata è un salume ad indicazione geografica protetta (IGP), tipico dell'omonimo paese in Provincia di Massa-Carrara. Viene prodotto con lardo di suino.

## Caratteristiche
Si selezionano porzioni di grasso suino che partono dalla regione occipitale fino ad arrivare alle natiche, scelte e lavorate entro le 72 ore successive. 
Vengono riposti, a strati alterni, le falde di lardo suino e la salata con gli aromi: pepe, cannella, chiodi di garofano, cumino, coriandolo, noce moscata, cardamomo, salvia e rosmarino.
Il lardo di Colonnata ha un aspetto umido, è di colore bianco leggermente rosato e presenta una consistenza omogenea e morbida. Ha un sapore delicato e fresco, quasi dolce, finemente sapido se proveniente dalla zona delle natiche, arricchito dalle erbe aromatiche e dalle spezie che rinforzano il gusto e migliorano la sapidità.  
Il lardo è diventato parte di un Consorzio di Tutela del Lardo di Colonnata ed è considerato un'indicazione geografica protetta da parte dell'UE.

## Galleria d'immagini

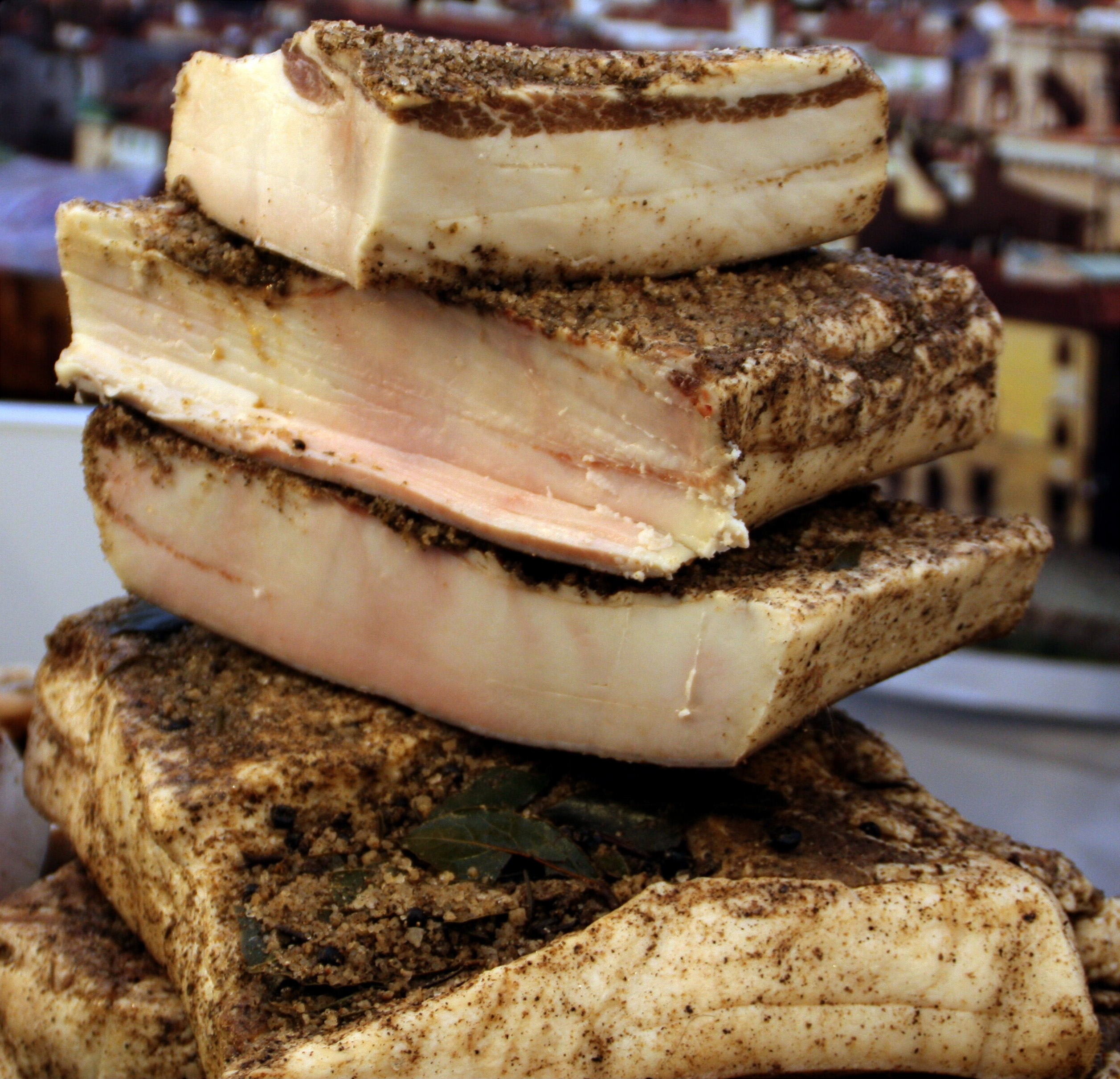
Pezzi di lardo da affettare
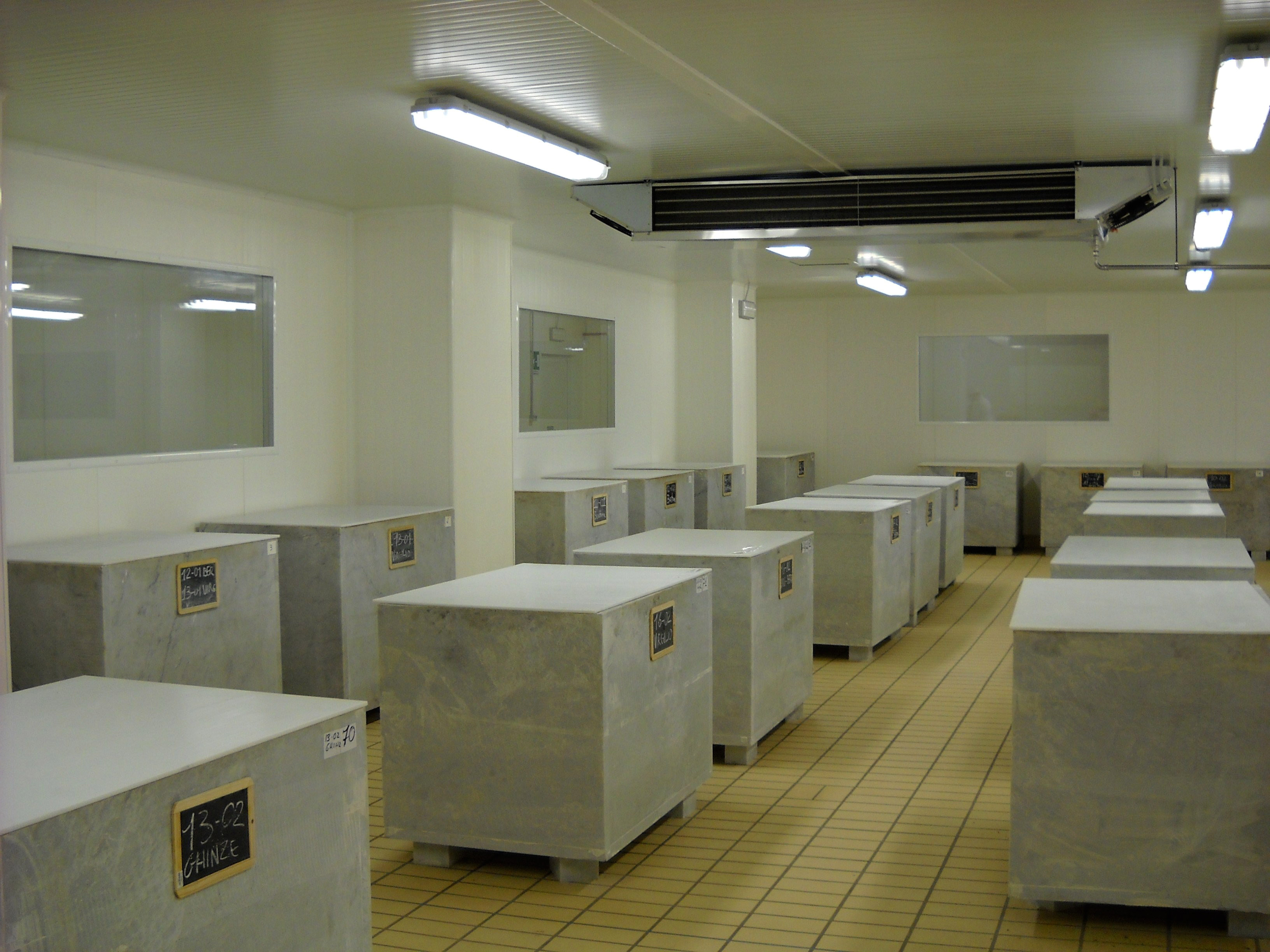
Cella per il lardo
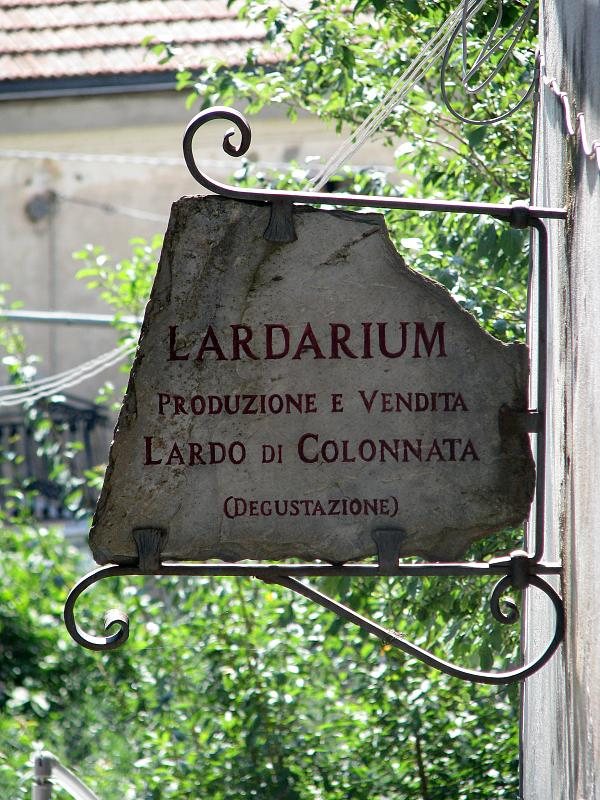
Insegna tipica a Colonnata